# 유인 우주 비행
유인우주비행(有人宇宙飛行, 영어: Human spaceflight)은 우주선에 승무원이나 승객이 탑승하는 우주 비행이다.

## 개요
우주선은 탑승한 승무원이 직접 조종하는 경우가 많다. 우주선은 인간의 직접적인 개입 없이 지구상의 지상국에서 원격으로 작동하거나 자율적으로 작동할 수도 있다. 우주 비행 훈련을 받은 사람들을 우주비행사라고 한다. 전문가가 아닌 사람을 우주 비행 참가자 또는 우주 여행자라고 한다.
우주에 간 최초의 인간은 우주 경쟁이 시작되던 1961년 4월 12일 소련의 보스토크 계획의 일환으로 시작된 소련의 우주 비행사 유리 가가린이었다. 1961년 5월 5일, 앨런 셰퍼드는 머큐리 계획의 일환으로 우주에 간 최초의 미국인이 되었다. 인간은 미국의 아폴로 프로그램의 일환으로 1968년부터 1972년까지 9번 달에 갔으며, 국제 우주 정거장(ISS)에서 23년 44일 동안 지속적으로 우주에 머물렀다. 2003년 10월 15일, 중국 최초의 타이코 비행사 양리웨이가 중국 최초의 인간 우주비행인 선저우 5호의 일부로 우주로 갔다. 2023년 6월 기준, 인간은 1972년 12월 아폴로 17호 달 탐사 임무 이후 지구 저궤도 이상으로 여행한 적이 없다.
현재 미국, 러시아, 중국은 공공 또는 상업용 유인 우주 비행 가능 프로그램을 보유한 유일한 국가이다. 비정부 우주 비행사들은 자체적으로 인간 우주 프로그램을 개발하기 위해, 우주 관광이나 상업적인 우주 연구를 위해 노력해 왔다. 최초의 민간 인간 우주 비행 발사는 2004년 6월 21일 스페이스십원의 준궤도 비행이었다. 최초의 상업용 궤도 승무원 발사는 2020년 5월 스페이스X에 의해 이루어졌으며 미국 정부 계약에 따라 미국 항공 우주국(NASA) 우주 비행사를 ISS로 수송했다.

## 같이 보기
- 달 관광